# Elitzur Holon BC
Elitzur Holon Basketball Club (Hebreeuws: אליצור חולון מועדון הכדורסל) is een professionele damesbasketbalclub uit Holon, Israël. De club komt uit in de Ligat HaAl (De hoogste divisie van het Israëlische basketbal), en de Israeli State Cup.

## Geschiedenis
Elitzur Holon werd opgericht in 1971. Ze spelen hun thuiswedstrijden in de Sharon Hall. In 1990 fuseerde Elitzur Holon met Elitzur Tel Aviv en werd de naam Elitzur Tel Aviv/Holon. In 1992 veranderde de naam terug in Elitzur Holon. In 2008 werd de fusie na 18 jaar ontbonden, toen Elitzur Holon alleen verderging. Het team van Elitzur Tel Aviv werd heropgericht en keerde terug naar Tel Aviv. Elitzur Holon werd zes keer Landskampioen van Israël in 1991, 1992, 1993, 1994, 1995 en 1997. In 1991, 1992, 1993, 1994, 1995, 1996, 1997 en 1998 won Elitzur Holon de State Cup.

## Erelijst
- Landskampioen Israël: 6
  - Winnaar: 1991°, 1992, 1993, 1994, 1995, 1997
  - Tweede: 1996, 1998
- Bekerwinnaar Israël: 8
  - Winnaar: 1991°, 1992, 1993, 1994, 1995, 1996, 1997, 1998
  - Runner-up: 2017, 2018

° Als Elitzur Tel Aviv/Holon

## Bekende (oud)-spelers
- Anat Draigor
- -- Inna Goerevitsj

## Bekende (oud)-coaches
- Jevgeni Gomelski (1992-1994)